# Phillip Danault
Pour les articles homonymes, voir Danault.
Phillip Danault (né le 24 février 1993 à Victoriaville, dans la province de Québec au Canada) est un joueur professionnel canadien de hockey sur glace évoluant dans la Ligue nationale de hockey en tant que centre.

## Carrière de joueur
En 2011, après seulement deux saisons jouées dans sa ville natale avec les Tigres de Victoriaville, il remporte le trophée Guy-Carbonneau remis au meilleur attaquant défensif de la Ligue de hockey junior majeur du Québec. Il est sélectionné à la 26e position du premier tour du repêchage de la Ligue nationale de hockey en 2011 par les Blackhawks de Chicago. Le 8 janvier 2013, il est échangé par Victoriaville aux Wildcats de Moncton contre Gabriel Gagné, un choix de 1er tour en 2014 et en 2015, un choix de 1er tour au repêchage européen de 2014 et un choix de 2e tour en 2015.
Il représente l'équipe du Canada en sélections jeunes en 2013.
Il fait ses débuts dans la LNH le 22 novembre 2014 avec les Blackhawks.
Le 20 décembre 2015, il obtient son premier point dans la LNH en réalisant une passe sur le but de Andrew Shaw. Le 8 janvier 2016, il marque son premier but dans la LNH contre les Sabres de Buffalo.
Le 26 février 2016, il est échangé aux Canadiens de Montréal avec un choix de deuxième tour pour le repêchage de 2018 contre Dale Weise et Tomáš Fleischmann.
La saison 2016-2017, sa première complète avec les Canadiens, paraît être, de l'opinion de bien des gens, une saison «révélation» pour Danault. En effet, alors qu'il passait le début de la saison à l'aile du 4e trio, c'est au centre de la première ligne d'attaque qu'il se trouva pour entrer en séries éliminatoires en avril, ses premières séries dans la LNH en carrière, à la suite de nombreuses blessures au sein de l'équipe et à des performances impressionnantes de sa part. Il termine la saison avec 13 buts et 27 aides, pour 40 points, des sommets dans sa carrière, et se voit remettre le trophée Jacques-Beauchamp pour ses performances. La saison suivante, il manque plusieurs matchs à la suite d'une commotion cérébrale subie alors qu'il reçoit un tir de Zdeno Chára à la tête le 13 janvier 2018  face aux Bruins de Boston. Il récolte tout de même 25 points en 52 parties.
Le 15 juillet 2018, il signe un contrat de trois ans avec les Canadiens de Montréal. Le 22 décembre 2018, il signe son premier coup du chapeau en marquant trois buts lors de la victoire des Canadiens face aux Golden Knights de Vegas.
Après avoir terminé son contrat avec les Canadiens, Danault va sur le marché des joueurs autonomes en juillet 2021 et s'entend avec les Kings de Los Angeles sur un contrat de six ans. Cette entente lui rapportera un salaire annuel de 5,5 millions de dollars.

## Statistiques

### En club
| Saison     | Équipe                  | Ligue      |     | Saison régulière | Saison régulière | Saison régulière | Saison régulière | Saison régulière |   | Séries éliminatoires | Séries éliminatoires | Séries éliminatoires | Séries éliminatoires | Séries éliminatoires |
| Saison     | Équipe                  | Ligue      | PJ  | B                | A                | Pts              | Pun              | PJ               | B | A                    | Pts                  | Pun                  |                      |                      |
| 2009-2010  | Tigres de Victoriaville | LHJMQ      | 61  | 10               | 18               | 28               | 54               | 16               | 0 | 1                    | 1                    | 8                    |                      |                      |
| 2010-2011  | Tigres de Victoriaville | LHJMQ      | 64  | 23               | 44               | 67               | 59               | 9                | 5 | 10                   | 15                   | 6                    |                      |                      |
| 2011-2012  | Tigres de Victoriaville | LHJMQ      | 62  | 18               | 53               | 71               | 61               | 4                | 0 | 3                    | 3                    | 4                    |                      |                      |
| 2011-2012  | IceHogs de Rockford     | LAH        | 7   | 0                | 2                | 2                | 10               | -                | - | -                    | -                    | -                    |                      |                      |
| 2012-2013  | Tigres de Victoriaville | LHJMQ      | 29  | 14               | 30               | 44               | 28               | -                | - | -                    | -                    | -                    |                      |                      |
| 2012-2013  | Wildcats de Moncton     | LHJMQ      | 27  | 9                | 32               | 41               | 22               | 4                | 1 | 3                    | 4                    | 0                    |                      |                      |
| 2012-2013  | IceHogs de Rockford     | LAH        | 5   | 0                | 0                | 0                | 2                | -                | - | -                    | -                    | -                    |                      |                      |
| 2013-2014  | IceHogs de Rockford     | LAH        | 72  | 6                | 20               | 26               | 40               | -                | - | -                    | -                    | -                    |                      |                      |
| 2014-2015  | IceHogs de Rockford     | LAH        | 70  | 13               | 25               | 38               | 38               | 8                | 3 | 2                    | 5                    | 20                   |                      |                      |
| 2014-2015  | Blackhawks de Chicago   | LNH        | 2   | 0                | 0                | 0                | 0                | -                | - | -                    | -                    | -                    |                      |                      |
| 2015-2016  | IceHogs de Rockford     | LAH        | 6   | 1                | 1                | 2                | 4                | -                | - | -                    | -                    | -                    |                      |                      |
| 2015-2016  | Blackhawks de Chicago   | LNH        | 30  | 1                | 4                | 5                | 6                | -                | - | -                    | -                    | -                    |                      |                      |
| 2015-2016  | Canadiens de Montréal   | LNH        | 21  | 3                | 2                | 5                | 8                | -                | - | -                    | -                    | -                    |                      |                      |
| 2016-2017  | Canadiens de Montréal   | LNH        | 82  | 13               | 27               | 40               | 35               | 6                | 0 | 2                    | 2                    | 2                    |                      |                      |
| 2017-2018  | Canadiens de Montréal   | LNH        | 52  | 8                | 17               | 25               | 34               | -                | - | -                    | -                    | -                    |                      |                      |
| 2018-2019  | Canadiens de Montréal   | LNH        | 81  | 12               | 41               | 53               | 39               | -                | - | -                    | -                    | -                    |                      |                      |
| 2019-2020  | Canadiens de Montréal   | LNH        | 71  | 13               | 34               | 47               | 32               | 10               | 1 | 2                    | 3                    | 6                    |                      |                      |
| 2020-2021  | Canadiens de Montréal   | LNH        | 53  | 5                | 19               | 24               | 24               | 22               | 1 | 3                    | 4                    | 6                    |                      |                      |
| 2021-2022  | Kings de Los Angeles    | LNH        | 79  | 27               | 24               | 51               | 38               | 7                | 3 | 2                    | 5                    | 2                    |                      |                      |
| 2022-2023  | Kings de Los Angeles    | LNH        | 82  | 18               | 36               | 54               | 63               | 6                | 2 | 3                    | 5                    | 12                   |                      |                      |
| 2023-2024  | Kings de Los Angeles    | LNH        | 78  | 17               | 30               | 47               | 18               | 5                | 0 | 1                    | 1                    | 4                    |                      |                      |
| Totaux LNH | Totaux LNH              | Totaux LNH | 631 | 117              | 234              | 351              | 297              | 56               | 7 | 13                   | 20                   | 32                   |                      |                      |

### En équipe nationale
| Année | Équipe     | Compétition                 |   | PJ | B | A | Pts | Pun      |  | Résultat |
| 2013  | Canada U20 | Championnat du monde junior | 6 | 0  | 1 | 1 | 2   | 4e place |  |          |

## Trophées et honneurs personnels

### Ligue de hockey junior majeur du Québec
- 2010-2011 : récipiendaire du trophée Guy-Carbonneau

### Canadiens de Montréal (LNH)
- 2016-2017 : récipiendaire du trophée Jacques-Beauchamp[8]